# Powiat Sonneberg
Powiat Sonneberg (niem. Landkreis Sonneberg) – powiat w niemieckim kraju związkowym Turyngia. Siedzibą powiatu jest miasto Sonneberg.

## Podział administracyjny
W skład powiatu Sonneberg wchodzi:
- pięć miast (Stadt)
- trzy gminy (Gemeinde)

Miasta:
| Lp. | Nazwa miasta       | Ludność (31 grudnia 2018) | Powierzchnia km² |
| --- | ------------------ | ------------------------- | ---------------- |
| 1   | Lauscha            | 3.324                     | 18,72            |
| 2   | Neuhaus am Rennweg | 9.076                     | 108,22           |
| 3   | Schalkau           | 3.791                     | 44,04            |
| 4   | Sonneberg          | 23.830                    | 84,69            |
| 5   | Steinach           | 3.856                     | 26,35            |

Gminy:
| Lp. | Nazwa gminy  | Ludność (31 grudnia 2018) | Powierzchnia km² |
| --- | ------------ | ------------------------- | ---------------- |
| 1   | Föritztal    | 8.787                     | 98,52            |
| 2   | Frankenblick | 5.812                     | 60,67            |
| 3   | Goldisthal   | 372                       | 19,45            |

## Zmiany administracyjne
- 31 grudnia 2012
  - przyłączenie gmin Scheibe-Alsbach oraz Siegmundsburg do miasta Neuhaus am Rennweg
- 31 grudnia 2013
  - przyłączenie gminy Oberland am Rennsteig do miasta Sonneberg
- 6 lipca 2018
  - utworzenie gminy Föritztal z gmin Föritz, Judenbach oraz Neuhaus-Schierschnitz
- 1 stycznia 2019
  - przyłączenie gmin Lichte oraz Piesau z powiatu Saalfeld-Rudolstadt do miasta Neuhaus am Rennweg
- 31 grudnia 2019
  - przyłączenie gminy Bachfeld do miasta Schalkau